# Abraham du Bois (verzetsstrijder)
Abraham du Bois (Sloten, 12 april 1916 – Woeste Hoeve, 8 maart 1945) was een Nederlands verzetsstrijder tijdens de Tweede Wereldoorlog.

## Levensloop

### Meidagen van 1940; vlucht naar Engeland
Du Bois woonde in Heiloo en studeerde voor de oorlog Rechtswetenschappen. In 1939 moest hij het leger in. In de meidagen van 1940 was hij als tweede luitenant gelegerd bij de Peel-Raamstelling. De Duitsers braken snel door de linie heen. Du Bois trok zich met zijn legergroep via Breda terug richting Zeeuws-Vlaanderen. Daar voegden hij en anderen zich bij het Franse Groupsement Bauchnesse. Al vechtend trokken de Fransen en Nederlanders zich steeds verder. Op 22 juni bereikte de Nederlanders, die nog de beschikking hadden over twintig vrachtwagen, Brest. Du Bois zorgde ervoor dat de Nederlanders konden oversteken met de veerboot prinses Beatrix. Omdat de vrachtwagens niet mee konden bleef Du Bois achter bij de chauffeur. Enkele dagen later werden de vrachtwagens en bemanning, onder wie Du Bois, alsnog meegenomen door de ms. Flensburg. Op 1 juli 1940 kwam het schip aan in Newport.

### Operatie Market Garden; eerste dropping in Nederland
Na een aanvullende opleiding vertrok Du Bois naar Canada, om daar de vorming van de Prinses Irene Brigade voor te bereiden. In 1942 werd hij opgenomen bij de Special Air Service. Dit was een afdeling die zich er op toelegde kleine eenheden specialisten te trainen die achter de vijandelijke linies konden worden ingezet. Pas in september 1944 werd Du Bois daadwerkelijk ingezet. Als lid van het Jedburgh-team  landde hij op 17 september 1944 samen met de Amerikaanse 101e Luchtlandingsdivisie bij Son. Het was zijn taak om zo snel mogelijk contact te maken met het verzet en de bruggen bij Best veilig te stellen. Aan het einde van de eerste dag werd hij krijgsgevangen gemaakt, maar Du Bois slaagde er ook weer in te ontsnappen en naar de eigen linies terug te keren. Op 19 september 1944 keerde hij via het inmiddels bevrijde  Eindhoven terug naar Brussel, en van daaruit naar Engeland.

### Tweede dropping bij Garderen
Du Bois werd in de nacht van 16 op 17 oktober voor de tweede keer ingezet. Samen met zijn marconist Raymond Holvoet werd hij gedropt tussen Garderen en Voorthuizen. Na de verloren Slag om Arnhem waren er veel Britse parachutisten achtergebleven in de regio. Du Bois kreeg als opdracht mee om deze te helpen terug keren richting de geallieerde linies. Op de tweede dag na zijn landing vond er in het gasthuis waar hij verbleef een uitgebreide huiszoeking plaats, maar de Duitsers vonden hem niet. Door de al eerder gelande geallieerde geheim agent Gilbert Sadi Kirschen werd Du Bois doorverwezen naar de boerderij Wester Westering van Aart Melis Jochemsen in Ede. Hij arriveerde daar om 20 september, maar men was zeer achterdochtig. Een dag later had hij een ontmoeting met Derk Wildeboer en de Britse majoor Digby Tatham-Warter. Hij wist hen er van de overtuigen dat hij geen verrader was. Tatham-Warter en Wildeboer vertelden hem dat het verzet op dat moment zelf druk bezig was met een actie, waardoor een grote groep soldaten kon terugkeren in bevrijd gebied. De actie, die bekend kwam te staan als Operatie Pegasus I, slaagde.
Du Bois bleef op de boerderij. Hij kon zich moeilijk verplaatsen omdat de Duitsers alle mannen tussen de 17 en 50 direct te werk stelden in het kader van Organisation Todt. Samen met Piet Rombout hield Du Bois op Britse en Nederlandse stafkaarten alle Duitse troepenverplaatsingen bij. Deze gegevens werden vaak aangeleverd door Henk Wildenburg. Op 28 oktober ontving hij het bericht dat Holvoet in Houtdorp was opgepakt. In de nacht van 10 op 11 november nam Du Bois deel aan een wapendropping in de buurt van Nederwoud nabij Lunteren. De dropping was door hem zelf aangevraagd.

### Operatie Pegasus II
In diezelfde periode was Du Bois volop betrokken bij de organisatie van een tweede ontsnapping van achtergebleven parachutisten. Dat deed hij samen met onder anderen Dick Kragt en Joop Piller. De voorbereiding verliep tamelijk chaotisch. Ook met de veiligheid werd onzorgvuldig omgegaan, waardoor veel buitenstaanders weet kregen van de actie. Dit leidde ertoe dat een grote groep Nederlanders zich aansloot, waardoor de groep eigenlijk te groot werd. Vanuit Londen kwam bovendien het bericht dat Du Bois was ontheven van zijn leiderschapstaak met betrekking tot de crossing. Hij werd zeer tegen zijn zin vervangen door de Britse majoor Hughes Maguire. 
Operatie Pegasus II vond plaats in de nacht van 16 op 17 november. Mede als gevolg van de grootte van de groep liepen zij al snel achter op schema. Tijdens de operatie hield Du Bois zich op bij de boerderij Westerode. De colonne onder leiding van Maguire passeerde daar, maar had toen al een ruime achterstand op het schema. Rond half elf werden de aanwezigen op de boerderij opgeschrikt door mitrailleurvuur en lichtkogels in de richting waar de groep zich moest bevinden. Op aandrang van Maguire werd een stuk van de route afgesneden, maar daardoor liepen de crossers recht op een Duitse artilleriepost af. Slechts een handvol van de deelnemers slaagde er uiteindelijk in de overkant van de Rijn te halen. De meeste deelnemers vielen in handen van de Duitsers. De geallieerden soldaten raakten in krijgsgevangenschap, maar voor Nederlandse deelnemers van de crossing waren de gevolgen veel erger. Zij werden door de bezetter doorgaans gezien als partizanen. Meerdere Nederlanders moesten hun deelname aan Operatie Pegasus II daarom met de dood bekopen.
Kort daarna arriveerde nog een groep van 24 parachutisten uit de richting van Elburg. Het plan was geweest dat zij zich bij de crossers zouden aansluiten, maar zij hadden onderweg vertraging opgelopen. De parachutisten werden tijdelijk ondergebracht in een bos achter het huis. Du Bois wist de volgende dag Dick Kragt zover te krijgen zich over deze groep te ontfermen. Zelf vluchtte hij direct naar de boerderij van de familie-Folmer aan de Nederwoudseweg in Lunteren, maar keerde regelmatig terug naar de  Wester Wetering.

### Arrestatie en gevangenschap
Een van de deelnemers die werd aangehouden was zuster Den Hartog. Zij vertelde de Duitsers waarschijnlijk over Abraham du Bois die de actie had geleid en zijn waarschijnlijke verblijfplaats. De Sicherheitsdienst stuurde de V-Män Johnny de Droog naar de boerderij om contact te maken met Du Bois. De Droog bezocht op 1 december samen met de SD-man Hugo van Rappard de Wester Wetering. Du Bois was niet ter plekke, maar zij deden zich voor als twee leden van het Wageningse verzet en zeiden de dag daarna terug te komen.
Du Bois vertrouwde het niet en sprak met Menno de Nooij af om de boerderij van een afstand in de gaten te houden. Op weg naar de Wester Wetering werd De Nooij door de Duitsers aangehouden in het kader van te werk stelling voor Organisation Todt. Du Bois besloot uiteindelijk alleen op de boerderij af te gaan, maar ter plekke bleek het inderdaad een valstrik te zijn. Du Bois probeerde nog te vluchten, maar werd in het been geschoten. De boer Jochemsen was ter plekke, maar had zich verstopt in een geheime schuilplaats. Op het moment van arrestatie was ook de verzetsman Henk Wildenburg aanwezig. Hij liet zich gewoon zien aan de Duitsers en deed alsof hij alleen melk kwam halen. Wildenburg werd toch gearresteerd en bracht de rest van de oorlog in gevangenschap door. Samen met Wildenburg en Du Bois werden nog een knecht en onderduiker aangehouden.

### Executie
In de nacht van 6 op 7 maart 1945 raakte de SS-officier Hanns Albin Rauter, de Duitse leider van de politie in Nederland, bij de Woeste Hoeve op de oostelijke Veluwe zwaargewond bij een toevallige aanslag. Op 8 maart 1945 executeerden de Duitse bezetters als wraak 117 gevangenen bij de plaats van de aanslag. 
Zijn stoffelijk overschot werd na de oorlog aanvankelijk begraven op de Algemene Begraafplaats van Ede, maar enkele maanden later bijgezet in het Het Mausoleum in Ede.

## Postuum
Na de oorlog ontving Du Bois postuum de Bronzen Leeuw op 20 november 1948, het Verzetsherdenkingskruis en de Amerikaanse Medal of Freedom. In Heiloo is de Abraham du Bois-hof naar hem vernoemd.

## Externe bron
- Onderscheidingensite